# Извините, мы вас не застали
«Извините, мы вас не застали» (англ. Sorry We Missed You) — драматический фильм 2019 года, поставленный британским режиссёром Кеном Лоучем. Мировая премьера ленты состоялась 16 мая 2019 года на 72-м Каннском международном кинофестивале, где она участвовала в основной конкурсной программе.

## Сюжет
Рики и его семья не могут выкарабкаться из долгов ещё со времён финансового кризиса 2008 года. Шанс улучшить своё положение появляется у них вместе с новеньким фургоном и собственным бизнесом по доставке. Это тяжёлая работа, так же как и у жены Рики, которая работает сиделкой. Прочность семейных отношений оказывается под угрозой, когда каждый из героев поневоле «перетягивает одеяло» на себя и свои желания.

## В ролях
- Крис Хитчен — Рикки
- Дебби Ханивуд — Эбби
- Рис Стоун — Себ
- Кэти Проктор — Лиза Джейн
- Росс Брюстер — Малони
- Чарли Ричмонд — Генри

## Награды и номинации
- 2019 — участие в основной конкурсной программе Каннского кинофестиваля.
- 2019 — приз «Серебряный Хьюго» за лучшую женскую роль (Дебби Ханивуд) на Чикагском кинофестивале.
- 2019 — приз зрительских симпатий за лучший европейский фильм на кинофестивале в Сан-Себастьяне.
- 2019 — две номинации на Премию британского независимого кино: лучший сценарий (Пол Лаверти), лучший актёр (Крис Хитчен).
- 2020 — номинация на премию BAFTA за лучший британский фильм года.
- 2020 — номинация на премию «Бодиль» за лучший неамериканский фильм.
- 2020 — номинация на премию «Кинэма Дзюмпо» за лучший иностранный фильм.